# 吾應麒
吾應麒（1467年—？），字文瑞，河南汝寧府汝陽縣人，民籍，明朝政治人物。

## 生平
成化十九年（1483年）癸卯科河南鄉試第三十二名舉人。成化二十三年（1487年）中式丁未科會試第六十三名，三甲第一百七十三名進士。授直隶泾县知县，調廣平府通判，升順天府治中，所至著安静之声。自幼志老，不与物竞。事继母色养承欢，里人敬其孝。卒于官。

## 家族
曾祖吾仲文；祖父吾周，通判；父吾升，知縣。母吳氏；繼母雷氏。慈侍下。